# Hannah Höch
Hannah Höch (Gotha, Alemanya, 1 de novembre de 1889-Berlín, 31 de maig de 1978) va ser una artista plàstica i fotògrafa alemanya integrada en el moviment dadà que va utilitzar com a manera d'expressió el fotomuntatge, i fou considerada pionera en aquesta tècnica fotogràfica.
Era la més gran de cinc germans i va abandonar els estudis als quinze anys per tenir cura de la seva germana, però, el 1912 va començar estudis d'arts gràfiques i dibuix sobre vidre a l'Escola d'Arts i Oficis de Berlín, i tingué com a mestre Harold Bergen. En començar la Primera Guerra Mundial va oferir els seus serveis a la Creu Roja, tot i que aviat va començar a estudiar amb Emil Orlik i el 1915 va conèixer Raoul Hausmann, amb el qual va tenir una aventura extramatrimonial amb resultats «artísticament productius però amb una relació turbulenta». També va conèixer Kurt Schwitters, que va suggerir que es canviés el nom de Johanne per Hannah, i Johannes Baader, que la va anomenar «la dadàsofa» pel fet de ser la companya del «dadàsof», com li deien a Raoul Hausmann; a partir d'aquest moment es va implicar activament en el moviment dadà.
Una de les seves preocupacions era la presentació d'una «dona nova» a la República de Weimar i la denúncia d'una societat masclista i misògina. Va ser l'única dona que va participar en el moviment dadà i col·laborà amb Jefim Golyscheff en la seua Antisimfonia actuant com a percussionista. També va participar en la primera exposició dadà a Berlín el 1919 i en la presentació de les seves nines dadà a la Fira internacional Dadà de 1920.
Després de passar pel dadaisme es va integrar al Novembergruppe i participà en totes les exposicions del grup fins a 1931, i es va aproximar al grup De Stijl; el 1937 va patir la prohibició del govern nazi,per la qual cosa va haver d'exposar a l'estranger. A partir dels anys quaranta el seu treball es va centrar en els fotomuntatges en color. Entre els temes que va abordar hi ha l'androgínia i l'amor lèsbic, que els va abordar des de l'experiència personal pel fet de mantenir una relació amb l'escriptora holandesa Til Brugman durant nou anys, entre 1926 i 1935. Entre 1938 i 1944 va estar casada amb el pianista Kurt Matthies.